# Guadalcanal Diary
Guadalcanal Diary é um grupo de jangle pop e rock alternativo. Têm a sua origem em Marietta, Geórgia, um subúrbio de Atlanta, mas eles eram muitas vezes cobrados como sendo "de Athens, Georgia" no início da década de 1980. A banda foi formada em 1981 e dissolvida em 1989. Eles reformaram a banda em 1997, mas nunca registraram qualquer novo material. Depois de entrar em hiato no ano 2000, o Guadalcanal Diary se reuniram temporariamente pela segunda vez em 2011 para o Athfest, onde celebrou o seu 30º aniversário.

## História
Murray Attaway e Jeff Walls tornaram-se amigos na escola e os dois se juntaram e formaram a banda punk norte-americana intitulada Strictly American.Os dois decidiram formar uma nova banda com o nome de Emergency Broadcast System. Na época, Attaway estava dividindo uma casa com Rhett Crowe, que estava aprendendo a tocar baixo com Walls. Ela se juntou a nova banda e sugeriu que o nome fosse alterado para Guadalcanal Diary, baseado no livro de memórias de 1943 de mesmo nome. Após o baterista que originalmente haviam sido recrutados para tocar no primeiro show da banda ter saído, o amigo de Walls, John Poe foi convidado a entrar na banda. Esta formação permaneceu a mesma durante toda a duração da carreira da banda.
A banda gravou e lançou um EP de quatro músicas chamado Watusi Rodeo, juntamente com um vídeo de baixo orçamento para a faixa-título. Enquanto isso, a banda começou a gravar com Don Dixon e seguiu-se o EP com seu primeiro full-length, Walking In The Shadow Of Big Man, em 1984. O álbum foi bem recebido pela crítica e ganharam um airplay significativo em estações de rádio da faculdade dos EUA, ganhando comparações de seus conterrâneos de Georgia, R.E.M..
Em 1986, Guadalcanal Diary lançou seu segundo álbum, Jamboree, produzido por Rodney Mills e Steve Nye. A recepção inicial do álbum não foi tão entusiasta como a de sua estréia, com alguns críticos observando uma produção mais fraca, mas o álbum tem retrospectivamente ganhado mais reconhecimento entre os fãs. A banda decidiu trabalhar novamente com o produtor Don Dixon para o seu próximo álbum, 2X4, lançado em 1987. Apresentando um som mais difícil e uma maior diversidade entre as músicas, 2X4 foi o álbum mais bem sucedido da banda até à data e ficou na 64º posição na lista da Paste Magazine dos "80 melhores álbuns da década de 1980", em que eles o chamam de uma "obra-prima".
Seguindo o rompimento do Guadalcanal Diary, Murray Attaway assinou contrato com a Geffen como artista-solo, e lançou o bem-avaliado, In Thrall em 1993. Walls tocou guitarra com Hillbilly Frankenstein and Dash Rip Rock, e produziu gravações para o Southern Culture on The Skids, The Woggles, e Man or Astro-Man?, Poe perseguiu uma carreira-solo discreta, e Crowe se aposentou da música depois de uma breve passagem pelo império otomano para criar os filhos. Em 1995, Attaway começou a gravar um segundo álbum e decidiu convidar Walls, Poe, e Crowe para acompanhá-lo em algumas músicas, e enquanto o álbum nunca foi lançado devido a uma mudança de administração da Geffen, os quatro eram bastante felizes com as músicas que eles gravaram para tocar em alguns shows de reunião em Atlanta. No final de 1998, a banda auto-lançou um álbum ao vivo, At Your Birthday Party, gravado em um de seus shows de reunião; em 2000, os membros da banda anunciaram que tinha voltado em hiato, mas não descartou a possibilidade de trabalhar juntos novamente no futuro.
Em 2009, como uma resposta ao aumento da procura on-line para a música nova e amostras, Murray Attaway e Jeff Walls formaram a banda Bomber City como uma saída para desempenhar o seu grande acúmulo de material solo e músicas favoritas do Guadalcanal Diary, e ter-se formado mais recentemente, o Blasting Cap.

## Discografia

### Álbuns de estúdio
- Walking in the Shadow of the Big Man  (1984)
- Jamboree (1986)
- 2X4 (1987)
- Flip-Flop (1989)

### EP
Watusi Rodeo EP (1983)

### Ao vivo
- At Your Birthday Party (1999)

### Singles
- Trail Of Tears
- Watusi Rodeo
- Lonely Street
- Spirit Train/Cattle Prod
- Litany (Life Goes On)
- Get Over It
- Lips On Steel
- Always Saturday/Kiss On Fire
- Pretty Is As Pretty Does